# Presence
Presence és el setè àlbum d'estudi de la banda de rock anglesa Led Zeppelin, publicada el 31 de març de 1976 sota el segell discogràfic Swan Song i produït pel guitarrista Jimmy Page. L'àlbum fou un èxit comercial: coronà el cim de les llistes d'àlbums britàniques i nord-americanes i aconseguí el certificat de triple platí als Estats Units. Malgrat això, tengué una rebuda agredolça per part de la crítica i és l'àlbum d'estudi de Led Zeppelin menys venut, només per davant de l'àlbum Coda quant a vendes.
L'àlbum s'escrigué i s'enregistrà en un moment revoltós de la història de la banda, ja que el cantant Robert Plant s'estava recuperant d'un accident de cotxe de l'any anterior. Per aquest motiu, Page descriu Presence com l'àlbum «més important» del grup, ja que va demostrar que podien seguir i triomfar tot i el tumult.

## Llista de pistes
Totes les cançons foren escrites i compostes per Jimmy Page i Robert Plant, excepte on s'indiqui el contrari. 
| 1. | «Achilles Last Stand»                                        | 10:30 |
| 2. | «For Your Life»                                              | 6:21  |
| 3. | «Royal Orleans» (John Bonham, John Paul Jones, Page i Plant) | 2:59  |

| 4. | «Nobody's Fault but Mine» | 6:27 |
| 5. | «Candy Store Rock»        | 4:11 |
| 6. | «Hots On for Nowhere»     | 4:44 |
| 7. | «Tea for One»             | 9:25 |

### Disc de bonificació de l'edició deluxe
| 1.            | «Two Ones Are Won» («Achilles Last Stand») (mescla de referència)          | 10:28 |
| 2.            | «For Your Life» (mescla de referència)                                     | 6:28  |
| 3.            | «10 Ribs & All/Carrot Pod Pod (Pod)» (mescla de referència) (Jones i Page) | 6:49  |
| 4.            | «Royal Orleans» (mescla de referència) (Bonham, Jones, Page i Plant)       | 3:00  |
| 5.            | «Hots On for Nowhere» (mescla de referència)                               | 4:44  |
| Durada total: | Durada total:                                                              | 31:32 |

## Personal
Led Zeppelin
- John Bonham – bateria, percussió
- John Paul Jones – baix elèctric de quatre i vuit cordes, piano (només a la versió deluxe)
- Jimmy Page – guitarres, producció
- Robert Plant – veu, harmònica a «Nobody's Fault but Mine»

Personal addicional
- Barry Diament – masterització (disc original 1987)
- Peter Grant – producció executiva
- Jeremy Gee – enginyeria de so
- George Hardie – disseny de la funda
- Keith Harwood – enginyeria, mescles
- Hipgnosis – disseny de la funda
- George Marino – publicació del CD remasteritzat